# Ludwig Wörner

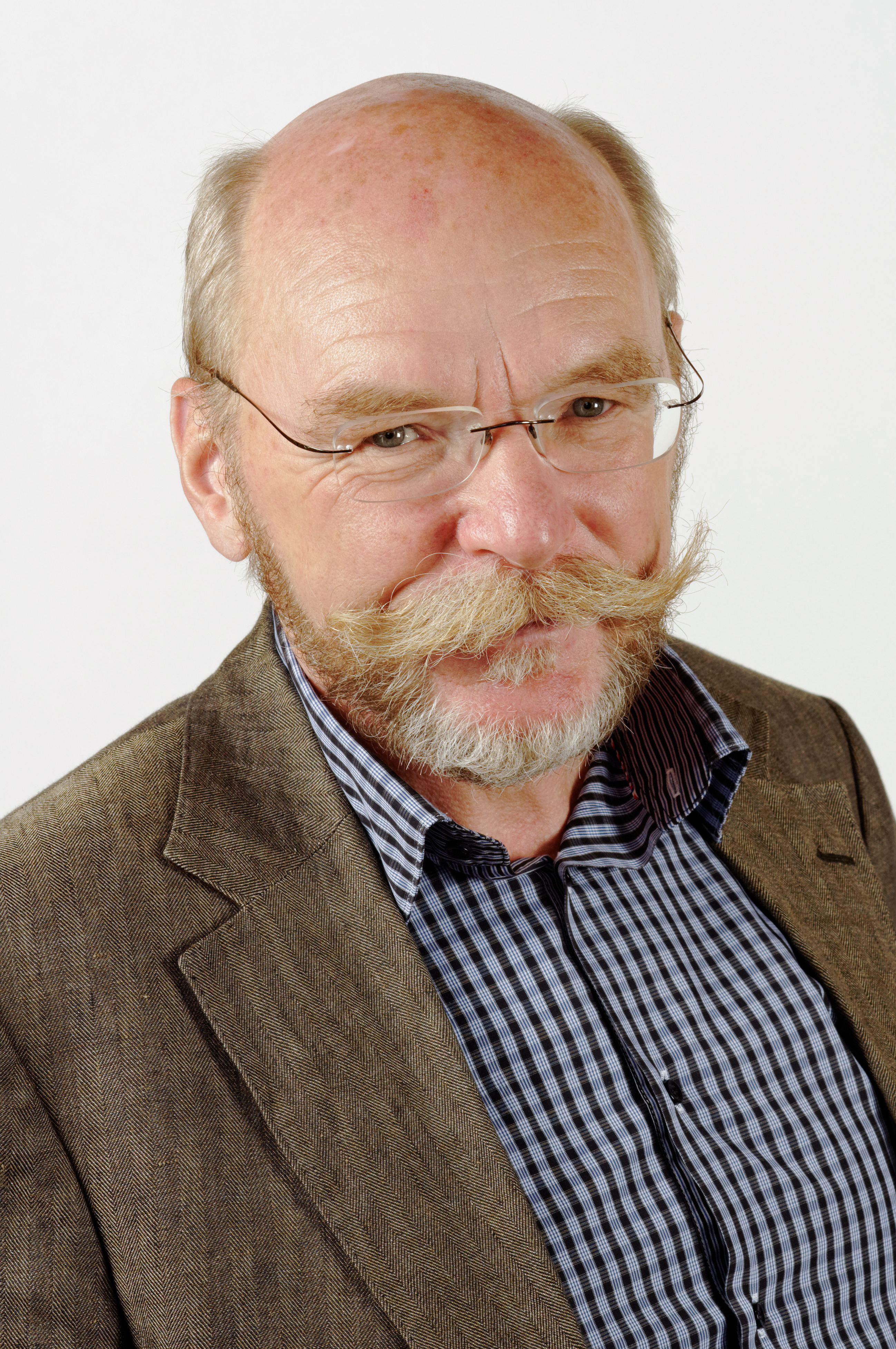
Ludwig Wörner (2012)

 Ludwig Wörner (* 31. Mai 1948 in Zwiesel) ist ein bayerischer Politiker (SPD).
Ludwig Wörner war vom 13. September 1998 bis 7. Oktober 2013 Abgeordneter des Bayerischen Landtags.

## Lebenslauf
Nachdem er 1962 die Volksschule beendet hatte, schloss er zunächst eine Ausbildung zum Einzelhandelskaufmann ab. Darauf folgend arbeitete er für einen Phamaziekonzern in München, bevor er seine Bundeswehrzeit als Sanitäter ableistete. 
Ab 1971 war Wörner als Straßenbahn- bzw. Busfahrer im Schichtdienst bei den Stadtwerken München tätig, wo er in den Personalrat gewählt wurde und als Gesamtpersonalratsvorsitzender ungefähr 9500 Beschäftigte vertrat. Durch die persönlichen Erfahrungen, die er bei den Stadtwerken sammelte, konnte er einen besseren Einblick in die Probleme der effizienten Energieversorgung, der ökologischen Müllverbrennung und einer sauberen Wassergewinnung gewinnen.
1980 trat Wörner der Gewerkschaft Öffentliche Dienste, Transport und Verkehr (ötv) bei. Schließlich, geprägt von den Problemen der Arbeitnehmer, entschloss sich Wörner 1984 zum Eintritt in die SPD Bayern. 1998 zog Wörner versehen mit einem Direktmandat in den Bayerischen Landtag ein. Dort vertrat er die SPD-Fraktion im Umwelt- u. Ausschuss für Fragen des öffentlichen Dienstes. Außerdem war er Wohnungspolitischer Sprecher. Energiepolitisch war er stellv. Vorsitzender der Energiekommission. Er war Mitglied der Landesstiftung Bayer. Außerdem wurde er von Ministerpräsidenten Seehofer mit dem  Bayerischen Verdienstorden ausgezeichnet. Außerdem war er lange Zeit Bezirksausschussvorsitzender auf der Schwanthalerhöhe. Bei der Wohnungsgenossenschaft München West war er mehr als 20 Jahre Aufsichtsrat und Vorstand. Er war Mitbegründer des Vereins generationengerechte Wohnen und ist Vorsitzender des Evangelischen Vereins München-Westend. Ludwig Wörner ist ein begeisterter Bergsteiger und Wanderer, außerdem ist er Motorradfahrer und Fallschirmspringer.

## Funktionen
Am 13. September 1998 wurde Ludwig Wörner für den Stimmkreis München-Mitte direkt in das Parlament gewählt. Er vertrat damals die Fraktion im Ausschuss für Landesentwicklung und Umweltfragen ebenso im Ausschuss für Fragen des öffentlichen Dienstes und wurde von der SPD-Landtagsfraktion zum energiepolitischen Sprecher gewählt. 
Bei der Landtagswahl 2003 wurde Wörner über die Bezirksliste Oberbayern in das Parlament gewählt. Ludwig Wörner war wie 1998 Mitglied im Ausschuss für Umwelt, Gesundheit und Verbraucherschutz und im Ausschuss für Fragen des öffentlichen Dienstes. Im Herbst 2004 wählte ihn die SPD-Fraktion zu deren wohnungspolitischen Sprecher. Schließlich wurde Wörner am 5. April 2006 zum Sprecher für Umwelt und Verbraucherschutz der SPD-Landtagsfraktion gewählt.
Am 28. September 2008 wurde Wörner wieder in den Landtag gewählt. Das Direktmandat im Stimmkreis München-Altstadt-Hadern verpasste er knapp, erzielte jedoch in Bayern das zweitbeste Ergebnis.
In der SPD war er Vorsitzender der Arbeitsgemeinschaft für Arbeit (AfA) in Bayern, Oberbayern und München.
Ludwig Wörner ist außerdem Vorsitzender des Bezirksausschusses 8 Schwanthalerhöhe.